# Azamat Kustubajew
Azamat Tleugabyłowicz Kustubajew (ros. Азамат Тлеугабылович Кустубаев; ur. 14 czerwca 1992) – kazachski zapaśnik walczący w stylu klasycznym. Zajął dziewiąte miejsce na mistrzostwach świata w 2019. Brązowy medalista igrzysk azjatyckich w 2018, a także mistrzostw Azji w 2014, 2019 i 2020. Siódmy w Pucharze Świata w 2017 roku.
Absolwent Kazakh Acacdemy of Sport and Tourism w Ałmaty.